# Jonacapa
Jonacapa es una localidad de México localizada en el municipio de Huichapan en el estado de Hidalgo.

## Toponimia
Del náhuatl; Xonacatl, cebolla, tlan, lugar: “En el cebollal”.

## Geografía
Se encuentra en la región geográfica del Valle del Mezquital. A la localidad le corresponden las coordenadas geográficas 20° 26’ 23.351” de latitud norte y 99° 31’ 58.75” de longitud oeste, con una altitud de 2301 m s. n. m. Cuenta con un clima semiseco templado.
En cuanto a fisiografía se encuentra en la provincia del Eje Neovolcánico, dentro de la subprovincia de Llanuras y Sierras de Querétaro e Hidalgo; su terreno es de sierra y lomerío. En lo que respecta a la hidrografía se encuentra posicionado en la región del Pánuco, dentro de la cuenca del río Moctezuma, y en los límites de las subcuencas del río Tecozautla y del río Alfajayucan.

## Demografía
En 2020 registró una población de 1162 personas, lo que corresponde al 2.45 % de la población municipal. De los cuales 579 son hombres y 583 son mujeres.
| Gráfica de evolución demográfica de Jonacapa entre 1900 y 2020 |
|                                                                |
| Población registrada por los censos y conteos del INEGI.       |